# Scolomus borealis
Scolomus borealis là một loài tò vò trong họ Ichneumonidae.